# Teobaldo Power y Lugo-Viña
Teobaldo Power y Lugo-Viña (Santa Cruz de Tenerife, Tenerife, 6 de gener de 1848 - Madrid, 1884) fou un músic i compositor de Tenerife, entre altres obres, dels cèlebres Cantos Canarios.

## Biografia
Descendent de comerciants irlandesos i de pare militar, destaca des de molt jove per la seva extraordinària habilitat enfront del piano i com a compositor. Va ser un nen prodigi capaç de sorprendre els intel·lectuals de l'època. Es trasllada a Barcelona, on és deixeble del compositor Gabriel Balart, i a París per realitzar els seus estudis musicals que conclou amb tan sols 18 anys. Des d'aleshores comença la seva meteòrica carrera que ho farà passar per Tenerife, Cuba, Madrid, Lisboa, Madeira, Màlaga. Entre aquests viatges i degut a la seva delicada salut passa una temporada en el seu Tenerife natal, concretament al poble Las Mercedes (San Cristóbal de La Laguna), on arranja els Cantos Canarios, transcendental i irreemplaçable text musical en la cultura canària, que recull fragments dels més famosos aires populars de les Illes i adapta a la música clàssica amb gran encert.
L'estrena d'aquesta obra es produeix a l'agost de 1880, moment des del qual s'erigeix com tot un símbol de la identitat musical de les Canàries. Tant és així que el 2003 la melodia corresponent a l'"Arrorró" dels Cantos Canarios, junt amb una lletra escrita per Benito Cabrera, s'estableix com a Himne Oficial de Canàries.
L'any 1882 aconsegueix mitjançant oposició la càtedra de piano de l'Escola Nacional de Música de Madrid, i també la de 2n Organista de la Capella Reial. Va morir amb tan sols 36 anys afectat de tuberculosi, una mort prematura que el va sobrevenir a la plenitud de la seva vida com a creador i concertista.
Actualment, un institut d'ensenyament secundari i un saló d'esdeveniments de Tenerife porten el seu nom.